# Kubanski znakovni jezik
Kubanski znakovni jezik (ISO 639-3: csf), znakovni jezik gluhih osoba Kube, kojim se služi nepoznat broj osoba od ukupne populacije guhih koja premašuje brojku od 670 000.
Na području provincije Santiago de Cuba, drugoj po broju stanovnika u zemlji, postoji 55 tumača znakovnog jezika gluhih, koji pomažu učenicima i studentima na svim razinama obrazovanja, od osnovnih do visokih škola.

## Vanjske poveznice
- Ethnologue (14th)
- Ethnologue (15th)